# Rothschildia hoffmanni
Rothschildia hoffmanni är en fjärilsart som beskrevs av Vogeler 1933. Rothschildia hoffmanni ingår i släktet Rothschildia och familjen påfågelsspinnare. Inga underarter finns listade.